# The Muppets at Walt Disney World
The Muppets at Walt Disney World es un especial de la televisión protagonizado por The Muppets de Jim Henson en el que van a Walt Disney World Resort en Lago Buena Vista, Florida.
Este fue el último proyecto de los Muppets que Jim Henson realizó antes de su muerte el 16 de mayo de 1990. Fue emitido dentro del programa "The Magical World of Disney" de la cadena NBC el 6 de mayo de 1990.

## Apariciones estelares
En este especial aparece una jovencísima Raven-Symoné interactuando con los personajes.
- Datos: Q2019342